# Voie romaine Bavay-Tournai
La voie romaine Bavay-Tournai ou chaussée romaine de Bavay à Tournai est une voie romaine qui reliait Bagacum Nerviorum (Bavay) à Turnacum ou Turnaco (Tournai). D'une longueur d'environ 50 km, elle parcourt la France (Hauts-de-France) et la Belgique (Wallonie).

## Histoire
Cette voie romaine a été tracée et réalisée au cours du Ier siècle après Jésus-Christ. Elle est l'une des sept voies romaines qui partaient de Bavay. Après Tournai, cette chaussée se prolongeait vers l'ouest pour rejoindre Gesoriacum (Boulogne-sur-Mer) en passant par Vitroviacum (Wervicq) et Castellum Menapiorum (Cassel) avec une variante par Minariacum (Estaires). Sauf entre Tournai et Bouvines et entre Estaires et Cassel sur ce deuxième itinéraire, les traces de l'ancienne voie romaine sont difficiles à déterminer.

## Parcours
Sur un total initial de 50 km, trois sections distinctes d'une longueur cumulée d'une trentaine de kilomètres sont encore visibles aujourd'hui entre Bavay et Tournai.
Partant de Bavay, le tracé s'oriente vers l'ouest pour rapidement emprunter la rue Georges Marcq puis la rue de la Passerelle et rejoindre le village de Saint-Waast-la-Vallée. Après l'église de la localité, la voie romaine vire à droite par le Vieux Chemin puis la rue de la Perche qui a la particularité de faire office sur plusieurs sections de frontière entre la France et la Belgique (commune de Honnelles). Traversant la localité française de La Flamengrie par la rue du Vieux Chemin de Valenciennes, la rue de la Ligne puis la rue du Bessois, la voie romaine rejoint le village d'Eth avant d'emprunter des chemins de campagne et de forêt jusqu'à la D50 où cette première section s'arrête après une douzaine de kilomètres entre Sebourg et Jenlain.
Les traces de l'antique chaussée s'estompent alors pendant un peu plus d'une dizaine de kilomètres pour réapparaître dans la commune d'Escautpont (Pons Scaldis) dans une orientation vers le nord sur la chaussée Brunehaut puis l'avenue de la Malanoye et se prolonger par un long chemin rectiligne à travers la forêt du parc naturel régional Scarpe-Escaut ou en lisière de celle-ci. À la sortie du massif forestier, la voie romaine marque la limite communale entre Nivelle et Bruille-Saint-Amand et se poursuit par la rue de Motte du Moulin pour s'arrêter brusquement après 10 km aux abords de l'écluse de Thun-Saint-Amand sur la Scarpe à la suite des travaux de canalisation de cet affluent de l'Escaut.
Environ six kilomètres plus loin, le tracé reprend au nord du village belge de Bléharies, sur la rive gauche de l'Escaut, par un chemin rectiligne à travers champs qui passe à une bonne centaine de mètres à l'est de la Pierre Brunehaut puis entre les villages de Jollain-Merlin et de Hollain (commune de Brunehaut). Par un chemin empierré, la voie gallo-romaine rejoint la rue du Grintier, la rue du Richau puis la rue de l'Atre pour continuer dans la même direction et passer à l'est du village de Saint-Maur (champ d'éoliennes) en empruntant une voie étroite pour s'arrêter après huit kilomètres au sud de la carrière de Barges située à deux kilomètres au sud de Tournai.

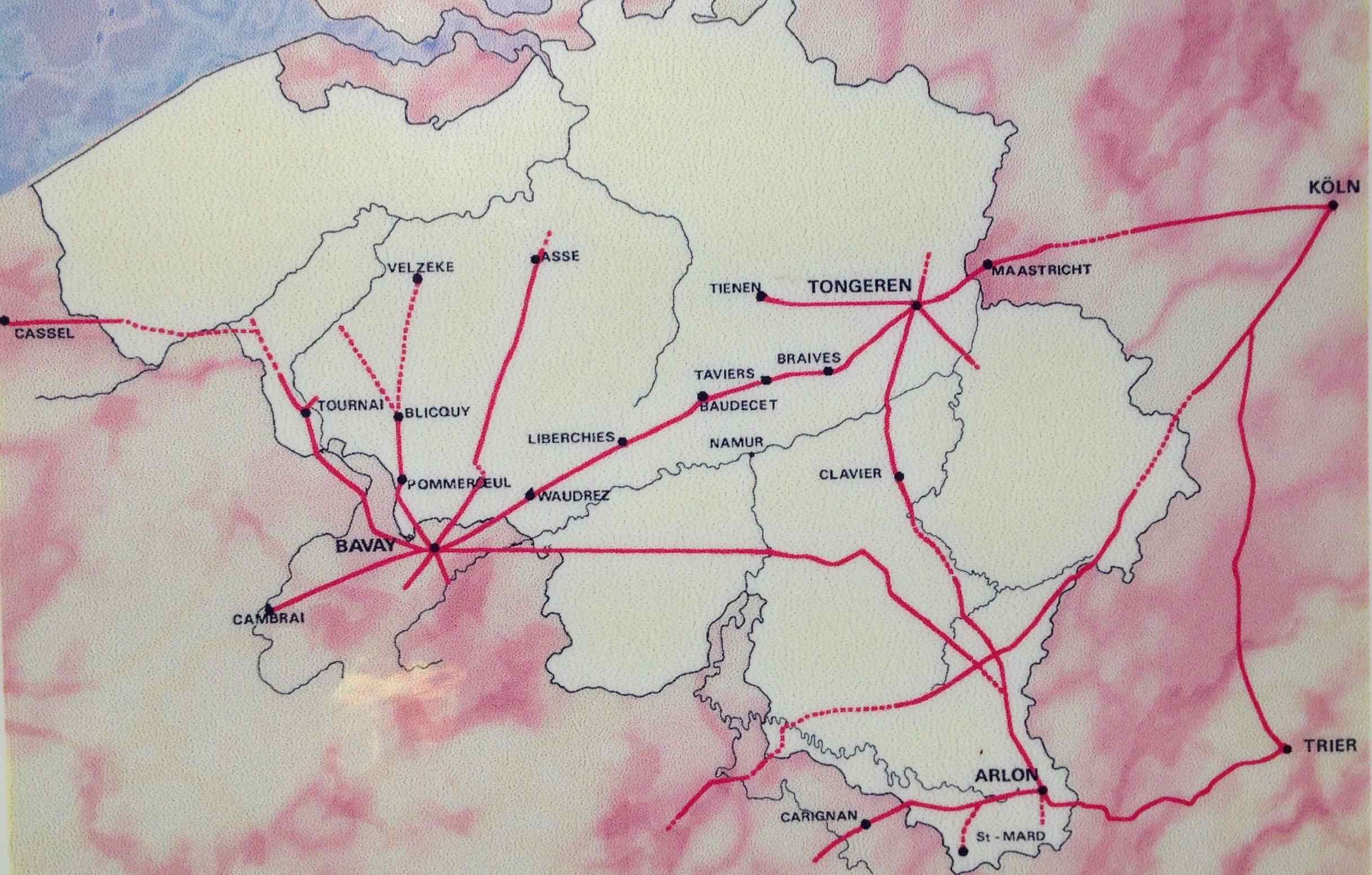
Voies gallo-romaines en Belgique

## Sources et liens externes
- Vestiges2017-Bavay-Velzeke sur lampspw.wallonie.be
- « Table de Peutinger, section 2 : pays des Bructères et des Trévires », sur euratlas.net (consulté en juin 2022).
- Carte de la voie romaine sur vici.org